# 深町眞理子
深町 眞理子（ふかまち まりこ、1931年11月1日 - ）は、日本の翻訳家。

## 人物・来歴
東京府東京市生まれ。生命保険会社に勤務していた父の転勤のため、日本・朝鮮の各地を転々として過ごす。朝鮮の京城で敗戦を迎える。
京城府立第一高等女学校をへて、1951年、東京都立忍岡高等学校卒。
洋書輸入会社タトル商会（のち日本洋書販売）に11年間、勤務。同社の著作権部の宮田昇の推薦で山本恭子の下訳者を4年間つとめる。1962年に翻訳家を目指して退社し、宇野利泰・福島正実の下訳者をつとめながら、専業翻訳者となる。
英米のSF、ミステリーを中心に、スティーブン・キング、ルース・レンデル、M・H・クラーク、アガサ・クリスティーなど数多くの翻訳を刊行している。一時期、樫村剛というペンネームも使用していた。
1980年に第2回延原謙賞を受賞。『アンネの日記』の新版（完全版）も訳した。コナン・ドイル作品では、シャーロック・ホームズシリーズほかを新訳している。
2009年に、小鷹信光・白石朗・越前敏弥・田口俊樹とともに「翻訳ミステリー大賞」を創設した。
浅倉久志が中心となって、翻訳家の交流会「エイト・ダイナーズ」が、小尾芙佐、深町眞理子、大村美根子、山田順子、佐藤高子、鎌田三平、白石朗というメンバーで行われていた。
2013年、他のベテランSF作家らとともに、日本SF作家クラブの名誉会員となる。2001年時点で日本SF作家クラブ会員だったが、2024年10月時点では会員名簿に名前がない。日本文芸家協会会員。

## 著書
- 『翻訳者の仕事部屋』（飛鳥新社） 1999、ちくま文庫 2001

## 翻訳
- 『兵士の館』（アンドリュウ・ガーヴ、早川書房、世界ミステリシリーズ） 1964
- 『くじ』（シャーリイ・ジャクスン、早川書房、異色作家短篇集12） 1964
- 『渇きの海』（アーサー・C・クラーク、早川書房） 1965、のちハヤカワ文庫
- 『タイム・パトロール』（ポール・アンダースン、稲葉明雄共訳、早川書房） 1966、のちハヤカワ文庫
- 『慈悲の猶予』（パトリシア・ハイスミス、早川書房、ハヤカワ・ノヴェルズ） 1966、のち改題『殺人者の烙印』（創元推理文庫）
- 『永遠の終り』（アイザック・アシモフ、早川書房） 1967、のちハヤカワ文庫
- 『濃紺のさよなら』（ジョン・D・マクドナルド、早川書房 ハヤカワ・ポケット・ミステリ） 1967
- 『ベルリンの壁のかなた』（ハリー・バーネット、早川書房 ハヤカワ・ノヴェルズ） 1968
- 『私のプリンセス 死と闘った愛の記録』（グンナー・マットソン、ノーベル書房） 1968
- 『殺人ファンタスティック』（パトリシア・モイーズ、早川書房） 1968、のちハヤカワ文庫
- 『人類皆殺し ジェノサイド』（トーマス・M・ディッシュ、早川書房） 1968、のちハヤカワ文庫
- 『シュロック・ホームズの冒険』（ロバート・L・フィッシュ、早川書房） 1969、のちハヤカワ文庫
- 『グレイベアド』（ブライアン・オールディス、早川書房、世界SF全集26） 1969、のち創元SF文庫
- 『カードの館』（スタンリイ・エリン、早川書房、世界ミステリシリーズ） 1969
- 『慕情』（ハン・スーイン、角川文庫） 1970
- 『成長の儀式』（アレクセイ・パンシン、早川書房） 1970、のちハヤカワ文庫
- 『漂泊の魂』（メアリー・マッカーシー、角川文庫） 1971
- 『銀河大戦』（エドモンド・ハミルトン、ハヤカワSF文庫） 1971
- 『地球の上に生きる』（アリシア・ベイ＝ローレル、草思社） 1972
- 『ラヴ・ゲーム』（グウェン・ディヴィス、早川書房、ハヤカワ・ノヴェルズ） 1972
- 『太陽強奪』（エドモンド・ハミルトン、早川書房、ハヤカワSF文庫） 1972
- 『運転席』（ミュリエル・スパーク、早川書房） 1972
- 『大いなる大地』（ユードラ・ウェルティ、角川書店） 1973
- 『こちらへいらっしゃい』（シャーリイ・ジャクスン、早川書房） 1973
- 『悪を呼ぶ少年』（トマス・トライオン、角川書店） 1973、のち角川文庫
- 『男と女』（バート・ハーシュフェルド、ハヤカワ文庫NV） 1973
- 『アトランの女王』1 - 3 （ジェーン・ギャスケル、創元推理文庫） 1973 - 1974
- 『ビートルズの不思議な旅』（ピーター・マッケイブ,ロバート・D・ショーンフェルド、永井淳共訳、草思社） 1973
- 『野蛮人との生活 スラップスティック式育児法』（シャーリイ・ジャクスン、ハヤカワ文庫） 1974
- 『サンシャイン 20歳の愛と死』（ノーマ・クライン、二見書房） 1975
- 「ルーンの杖秘録」（マイケル・ムアコック、創元推理文庫） 1975 - 1980 
『ルーンの杖秘録1 額の宝石』 1975、のち新版
『ルーンの杖秘録2 赤い護符』 1977、のち新版
『ルーンの杖秘録3 夜明けの剣』 1978、のち新版
『ルーンの杖秘録4 杖の秘密』 1980、のち新版
- 『太陽とともに生きる』（ラモン・センダー,アリシア・ベイ＝ローレル、草思社） 1975
- 『九マイルは遠すぎる』（ハリイ・ケメルマン、永井淳共訳、ハヤカワ・ミステリ文庫） 1976
- 『バリー・リンドン』（サッカレー、角川文庫） 1976
- 『続サンシャイン』（ノーマ・クライン、二見書房） 1977
- 『少年と海』（コリン・シール、二見書房） 1977
- 『隅の老人の事件簿』（バロネス・オルツィ、創元推理文庫） 1977
- 『R.U.R.』（カレル・チャペック、講談社文庫） 1977、のちグーテンベルク21（電子書籍）
- 『光の王』（ロジャー・ゼラズニイ、早川書房） 1978、のちハヤカワ文庫
- 『果しなき旅路』（ゼナ・ヘンダースン、ハヤカワ文庫） 1978
- 『エイリアン』（アラン・ディーン・フォスター、角川文庫） 1979
- 『シュロック・ホームズの回想』（ロバート・L・フィッシュ、ハヤカワ・ミステリ文庫） 1979
- 『猫と話しませんか?』（パトリシア・モイーズ、晶文社） 1979
- 『闇の聖母』（フリッツ・ライバー、ハヤカワ文庫） 1979
- 『ロザリンド・フランクリンとDNA ぬすまれた栄光』（アン・セイヤー、草思社） 1979
- 『ヘパイストスの劫火』（トマス・ペイジ、早川書房） 1980
- 『なんといったって猫』（ドリス・レッシング、晶文社） 1980
- 『シャーロック・ホームズの宇宙戦争』（マンリー・W・ウェルマン/ウェイド・ウェルマン、創元推理文庫） 1980
- 『宇宙士官候補生』（ゴードン・R・ディクスン、東京創元社） 1981、のち創元推理文庫
- 『アンナの小さな神さま』（フィン作、パパス画、立風書房） 1981
- 『邪魔をしないで』（ミュリエル・スパーク、早川書房、Hayakawa novels） 1981
- 『燃えつきた橋』（ロジャー・ゼラズニイ、ハヤカワ文庫） 1982
- 『ティーターン』（ジョン・ヴァーリイ、創元推理文庫） 1982
- 『血は異ならず』（ゼナ・ヘンダースン、宇佐川晶子共訳、ハヤカワ文庫） 1982
- 『狼森ののろい』（メアリー・スチュアート、佑学社） 1983
- 『コナン・ドイル』（ジュリアン・シモンズ、東京創元社） 1984、のち創元推理文庫
- 『ダウンビロウ・ステーション』（C・J・チェリイ、宇佐川晶子共訳、ハヤカワ文庫） 1985
- 『聖堂の殺人』（S・T・ヘイモン、早川書房、世界ミステリシリーズ） 1985
- 『悪魔なんかこわくない』（マンリー・ウェイド・ウェルマン、国書刊行会） 1986
- 『くらーいくらいおはなし』（ルース・ブラウン、佑学社） 1987
- 『アガサ・クリスティーの生涯』（ジャネット・モーガン、宇佐川晶子共訳、早川書房） 1987
- 『城館の殺人』（S・T・ヘイモン、早川書房、ハヤカワ・ミステリ） 1988
- 『探偵小説十戒 幻の探偵小説コレクション』（ロナルド・ノックス編、宇野利泰共訳、晶文社） 1989
- 『人生のルール』（フェイ・ウェルダン、福武書店） 1990
- 『海辺の家族』（アリス・ホフマン、早川書房、Hayakawa novels） 1990
- 『招かれざる客たちのビュッフェ』（クリスチアナ・ブランド他、共訳、創元推理文庫） 1990
- 『タロットは死の匂い』（マーシャ・マラー、徳間文庫） 1991
- 『ケンブリッジの哲学する猫』（フィリップ・J・デーヴィス、社会思想社） 1992、のちハヤカワ文庫
- 『トナカイ月 原始の女ヤーナンの物語』（エリザベス・M・トーマス、草思社） 1992
- 『辺境の人々』（オースン・スコット・カード、友枝康子共訳、早川書房、ハヤカワ文庫） 1993
- 『犬たちの隠された生活』（エリザベス・M・トーマス、草思社） 1995
- 『神さまはハーレーに乗って ある魂の寓話』（ジョーン・ブレイディ、角川書店） 1996、のち角川文庫
- 『花の記憶こころの庭』（ジャスティン・マトット、河出書房新社） 1998
- 『名探偵ポワロの華麗なる生涯』（アン・ハート、晶文社） 1998
- 『タートル・ムーン』（アリス・ホフマン、早川書房） 2000
- 『シュロック・ホームズの迷推理』 (ロバート・L・フィッシュ、共訳、光文社文庫、英米短編ミステリー名人選集7）  2000
- 『家蠅とカナリア』（ヘレン・マクロイ、創元推理文庫） 2002
- 『大尉のいのしし狩り』（デイヴィッド・イーリイ、白須清美他共訳、晶文社） 2005
- 『野性の呼び声』 （ジャック・ロンドン、光文社古典新訳文庫） 2007
- 『ぶち猫 コックリル警部の事件簿』（クリスチアナ・ブランド、吉野美恵子,白須清美共訳、論創社、論創海外ミステリ） 2007
- 『白い牙』（ジャック・ロンドン、光文社古典新訳文庫） 2009

### コナン・ドイル作品
- 『シャーロック・ホームズの事件簿』（コナン・ドイル、創元推理文庫） 1991
- 『シャーロック・ホームズの冒険』（コナン・ドイル、創元推理文庫） 2010
- 『回想のシャーロック・ホームズ』（コナン・ドイル、創元推理文庫） 2010
- 『緋色の研究』（コナン・ドイル、創元推理文庫） 2010
- 『四人の署名』（コナン・ドイル、創元推理文庫） 2011
- 『シャーロック・ホームズの復活』（コナン・ドイル、創元推理文庫） 2012
- 『バスカヴィル家の犬』（コナン・ドイル、創元推理文庫） 2013
- 『シャーロック・ホームズ最後の挨拶』（コナン・ドイル、創元推理文庫） 2014
- 『恐怖の谷』（コナン・ドイル、創元推理文庫） 2015

### アガサ・クリスティ作品
- 『親指のうずき』（アガサ・クリスティー、早川書房） 1970、のちハヤカワ文庫 改版2004
- 『クリスティー傑作集』（アガサ・クリスティー、番町書房） 1977
- 『NかMか』（アガサ・クリスティー、ハヤカワ・ミステリ文庫） 1978
- 『クリスティーの6個の脳髄』（アガサ・クリスティー、講談社文庫） 1979
- 『招かれざる客』（アガサ・クリスティー、ハヤカワ・ミステリ文庫） 1980
- 『七つの時計』（アガサ・クリスティー、ハヤカワ・ミステリ文庫） 1981
- 『海浜の午後』（アガサ・クリスティー、麻田実共訳、ハヤカワ・ミステリ文庫） 1985
- 『アガサ＝クリスティ推理・探偵小説集』1 - 2 （アガサ・クリスティー、各務三郎編、偕成社文庫） 1986
- 『殺人をもう一度』 （アガサ・クリスティー、光文社文庫） 1988
- 『ABC殺人事件』 （アガサ・クリスティー、偕成社文庫） 1990、のち創元推理文庫
- 『さあ、あなたの暮らしぶりを話して クリスティーのオリエント発掘旅行記』（アガサ・クリスティー、早川書房） 1992、のちハヤカワ文庫
- 『茶色の服の男』（アガサ・クリスティー、早川書房　クリスティー・ジュニア・ミステリ） 2008、のち文庫
- 『ミス・マープルと13の謎』（アガサ・クリスティー、創元推理文庫） 2019

### ルース・レンデル作品
- 『ひとたび人を殺さば』（ルース・レンデル、角川文庫） 1980
- 『薔薇の殺意』（ルース・レンデル、角川文庫） 1981
- 『わが目の悪魔』（ルース・レンデル、角川文庫） 1982
- 『乙女の悲劇』（ルース・レンデル、角川文庫） 1983
- 『指に傷のある女』（ルース・レンデル、角川文庫） 1986
- 『もはや死は存在しない』（ルース・レンデル、角川文庫） 1987
- 『偽りと死のバラッド』（ルース・レンデル、角川文庫） 1987
- 『仕組まれた死の罠』（ルース・レンデル、角川文庫） 1988
- 『惨劇のヴェール』（ルース・レンデル、角川文庫） 1989

### メアリ・H・クラーク作品
- 『子供たちはどこにいる』（メアリ・H・クラーク、河出書房新社） 1977、のち新潮文庫
- 『揺りかごが落ちる』（メアリ・H・クラーク、新潮文庫） 1981
- 『暗夜に過去がよみがえる』（メアリ・H・クラーク、新潮文庫） 1989
- 『愛しいひとの眠る間に』（メアリ・H・クラーク、新潮文庫） 1990
- 『いまは涙を忘れて』（メアリ・H・クラーク、新潮文庫） 1993
- 『アナスタシア・シンドローム』（メアリ・H・クラーク、新潮文庫） 1993
- 『追跡のクリスマスイヴ』（メアリ・H・クラーク、新潮文庫） 1996
- 『ダンスシューズが死を招く』（メアリ・H・クラーク、新潮文庫） 1996
- 『恋人と呼ばせて』（メアリ・H・クラーク、新潮文庫） 1999
- 『殺したのは私』（メアリ・H・クラーク、安原和見共訳、新潮文庫） 2002
- 『見ないふりして』（メアリ・H・クラーク、安原和見共訳、新潮文庫） 2002

### スティーブン・キング作品
- 『シャイニング』上・下（スティーブン・キング、パシフィカ） 1978、のち文春文庫
- 『ファイアスターター』上・下（スティーヴン・キング、新潮文庫） 1982
- 『クリスティーン』上・下（スティーヴン・キング、新潮文庫） 1987）
- 『ペット・セマタリー』上・下（スティーヴン・キング、文春文庫） 1989
- 『ザ・スタンド』上・下（スティーヴン・キング、文藝春秋） 2000、のち文春文庫

### アンネ・フランク関連
- 『アンネの日記』（アンネ・フランク、文藝春秋） 1986、のち文春文庫、あすなろ書房
- 『思い出のアンネ・フランク』（ミープ・ヒース、文藝春秋） 1987、のち文春文庫
- 『アンネとヨーピー わが友アンネと思春期をともに生きて』（ジャクリーヌ・“ヨーピー"・ファン・マールセン、文藝春秋） 1994
- 『アンネ・フランクの生涯』（キャロル・アン・リー、DHC） 2002